# マダラタルミ
マダラタルミ（学名： Macolor niger） は、フエダイ科に分類される魚の一種。インド太平洋熱帯域のサンゴ礁に生息する肉食魚で、幼魚の体色が白黒に色分けされる。沖縄ではイナフクとも呼ばれる。

## 分類と名称
1775年にフィンランドの探検家で博物学者のペテル・フォルスコールによって Sciaena nigra として記載され、タイプ産地はジッダであった。種小名の niger は「黒」を意味し、成魚の黒っぽい体色に由来する。オランダの魚類学者であるピーター・ブリーカーが1860年にマダラタルミ属を記載したとき、不必要に本種の学名を Macolor typus に変更した。和名の「マダラ」は幼魚期の体色に由来し、「タルミ」は浅海性フエダイ類の別名である。英名"Black and white snapper"も「黒と白のフエダイ」を意味し、やはり幼魚期の体色に由来する。

## 形態
体高は比較的高く、頭部は丸く、背側の輪郭は凸状で、目と口は大きく、口はへの字型で、目の前まで開く。顎には外側に円錐状の歯帯があり、前方では犬歯のような歯になり、その内側には剛毛状の歯帯があり、上顎では側面に、下顎では前方にある。鋤骨歯は中央後方に延びず、粗い山形に配置される。鰓蓋前縁の下部に深い切れ込みがある。背鰭は10棘と13 - 15軟条から、臀鰭は3 棘と10 - 11軟条から成る。背鰭と臀鰭の後端は尖る。胸鰭は長く肛門まで伸び、17 - 18本の鰭条があり、尾鰭は二叉する。全長は35 - 50 cmで、最大で75 cmに達する。鰭と目は黒く、体の色は年齢に応じて明るい灰色から黒まで変化する。幼魚は太い黒の過眼線があり、黒い背中には白の斑点、体側に白の縦帯が走り、体が白黒に色分けされる。成魚ではこの色分けがなくなり、体色は一様に黒灰色になる。

## 分布と生息地
インド太平洋の熱帯海域に広く分布する。紅海から南アフリカ、セーシェル諸島、モザンビーク海峡の島々、マダガスカル、マスカリン諸島西部、東はモルディブ、ラクシャドウィープ、チャゴス諸島、ココス諸島、クリスマス島 (オーストラリア)とスリランカ、太平洋ではマレーシア西部、インドネシア西部、アンダマン海、東はマーシャル諸島、サモア、トンガ、南はオーストラリア、北は日本まで分布する。ニウエ島やクック諸島でも記録されている。日本では南日本の太平洋岸で散発的に観察され、琉球列島で見られる。水深2 - 90 mの岩礁、サンゴ礁のラグーン、水路の急な外側斜面、および海側の斜面に生息する。

## 生態
幼魚は単独生活をするが、成魚は大きな群れを作ることが多い。食性は肉食性で、小魚や甲殻類など小動物を捕食する。集団産卵を行う。同属のホホスジタルミと混泳することもある。

## 人との関わり
食用魚として珍重されており、商業的にも捕獲されている。観賞魚として取引されることもある。

## 画像

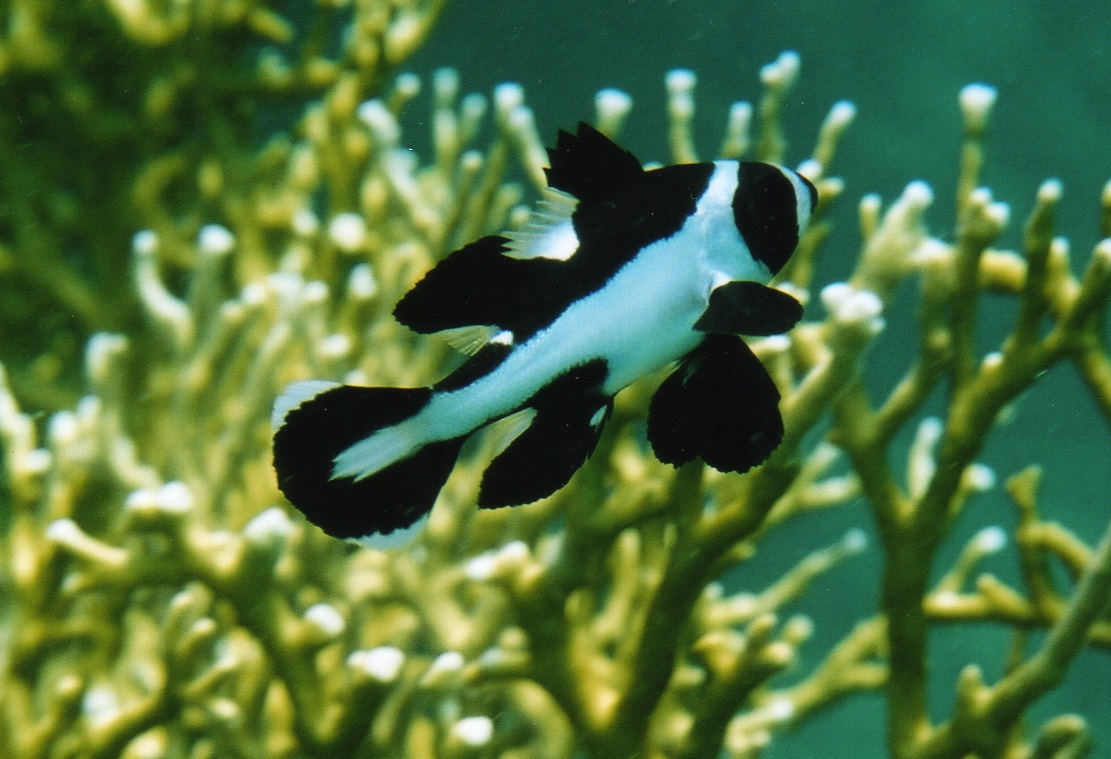
稚魚
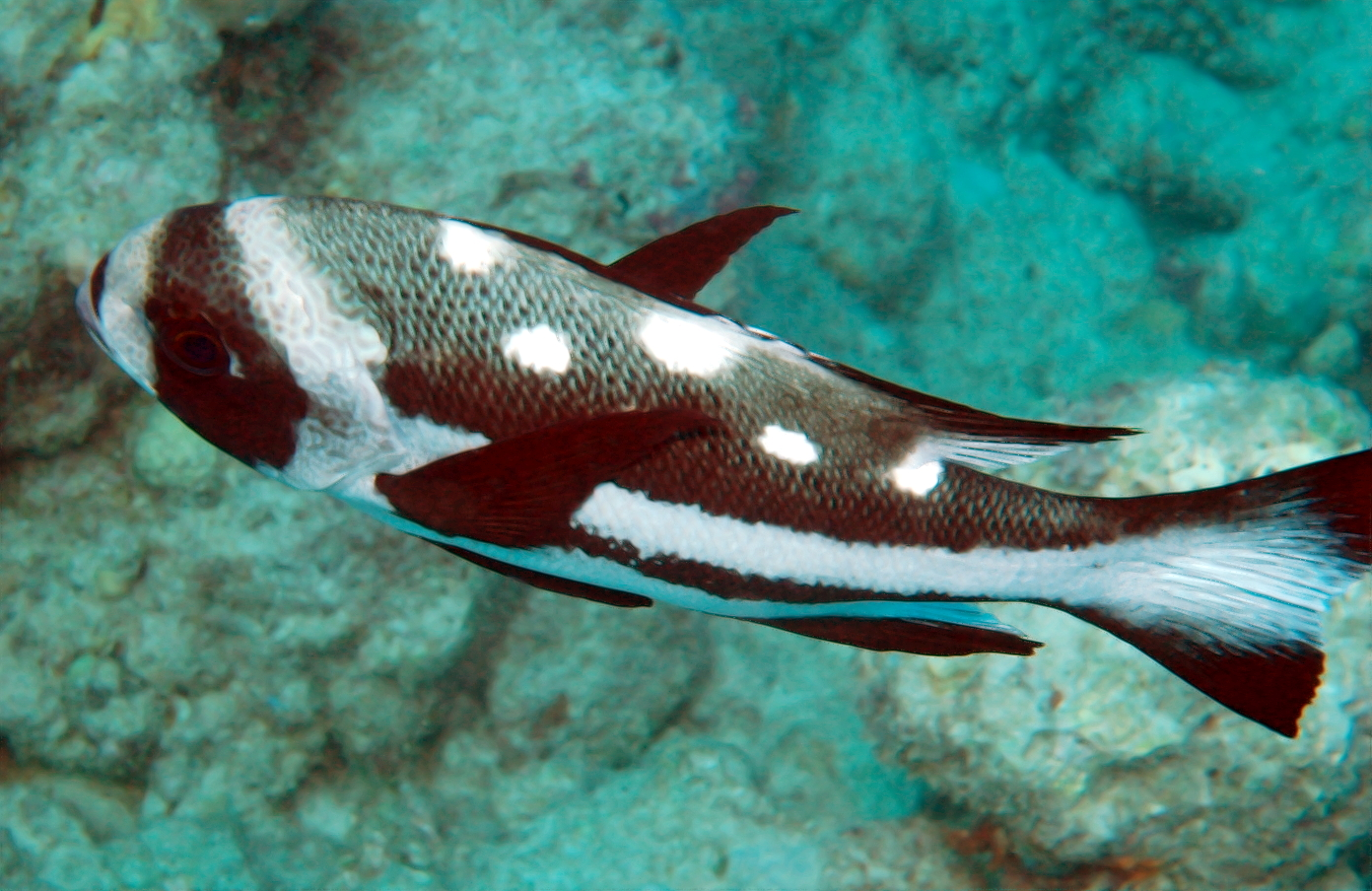
若魚
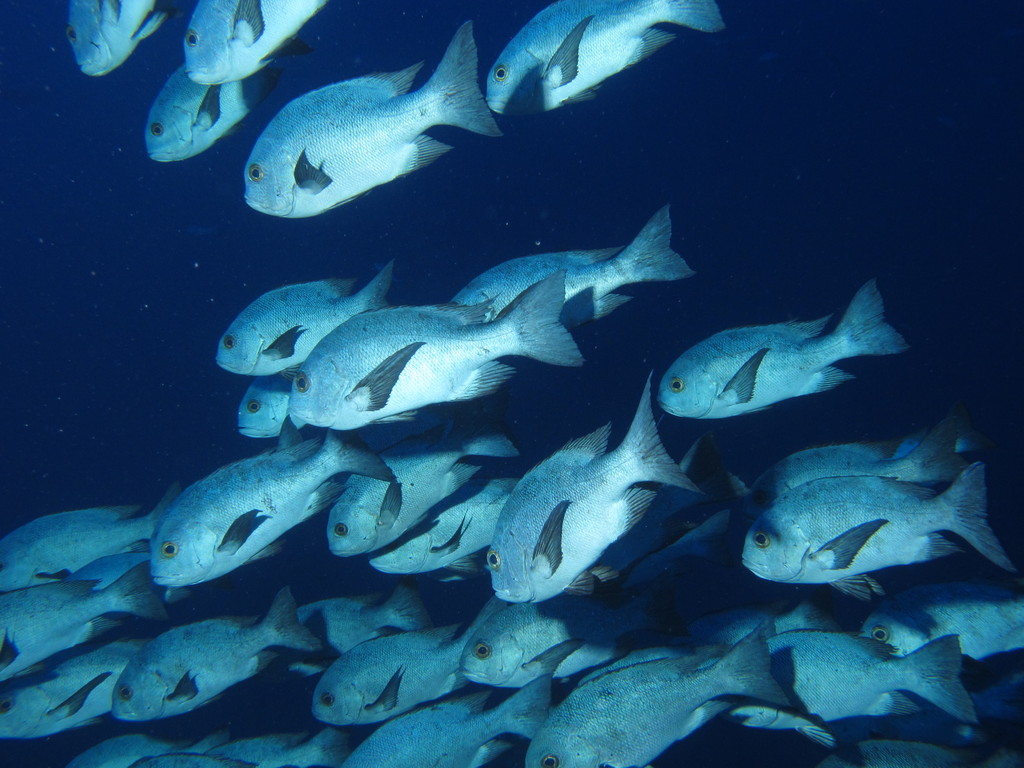
成魚の群れ
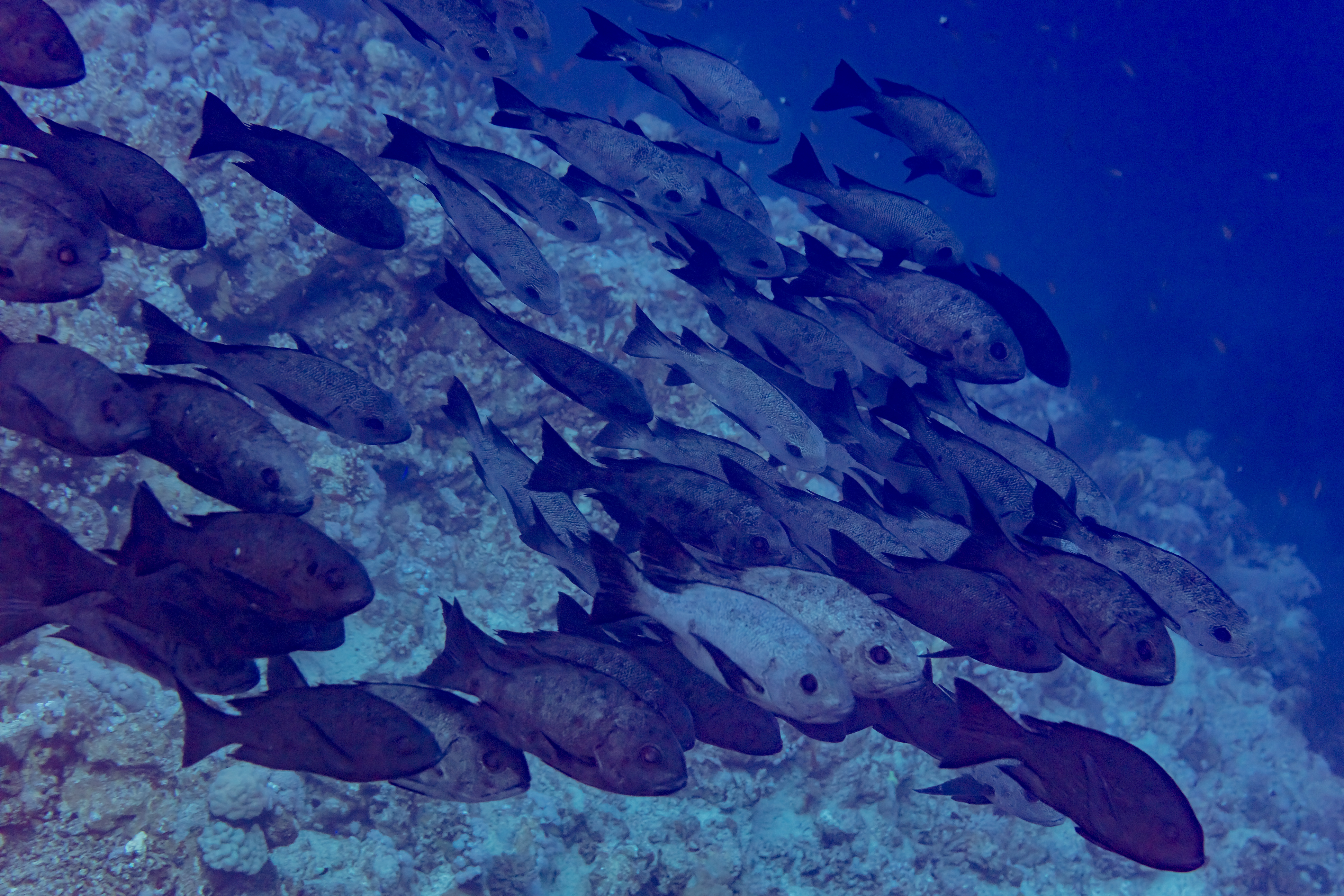
成魚の群れ